# Michael Page
Michael Jerome Reece-Page (Londres, 7 de abril de 1987), también conocido como Michael «Venom» Page o MVP, es un kickboxer, boxeador y artista marcial mixto británico. Actualmente compite en la categoría de peso welter en Ultimate Fighting Championship. Desde el 11 de junio de 2024, ocupa el puesto #15 en el ranking de peso welter de UFC.
Es reconocido en la comunidad de MMA por su estilo de lucha poco ortodoxo, que se originó a partir del kickboxing de estilo libre (puntos de combate) y karate deportivo.

## Primeros años
Page nació en el Hospital St Mary's, Londres. Su padre era originario de Trinidad y Tobago, mientras que su madre, que era enfermera, era de Jamaica. Page es sobrino materno del Maestro Lau Gar, Stan Brown, quien también fue el instructor de su padre. Tiene nueve hermanos, tres de los cuales son adoptados. Page asistió a la escuela Quintin Kynaston en St John's Wood, junto a la judoca olímpica Ashley McKenzie. Creció en NW8 cerca de Edgware Road y Lisson Green antes de mudarse a W10 cerca de Queen's Park en 2003. Dado que casi todos los miembros de su familia estaban involucrados en artes marciales, sentía era natural hacer lo mismo.

## Carrera como kickboxer
Su padre, Curtis Page Sr., fue su instructor. De sus nueve hermanos, su hermana Sefena y sus hermanos Curtis Jr., Jamie y Kalon también son campeones de kickboxing. 
Page comenzó a entrenar en Lau Gar a la edad de 3 años y compitió en su primer torneo de kickboxing a la edad de 5 años.  A la edad de 8 años, comenzó a dedicarse a la competencia y participó en su primera Torneo internacional en Alemania. 
Page ganó 10 campeonatos mundiales de kickboxing (el primero fue en el Campeonato Mundial de Artes Marciales ISKA del Abierto de Estados Unidos de 1998  en Orlando, Florida  cuando tenía 12 años  ) y fue coronado campeón británico más de 25 veces.  A la edad de 13 años, Page comenzó a participar en competencias para adultos. Para prepararse, entrenaba cinco horas al día durante cinco días a la semana. Durante los días del torneo, a menudo peleaba hasta 14 veces debido a que competía en tres categorías de peso, y en un momento peleó 22 veces en un día en cinco categorías de peso.  Otro título mundial fue en el Campeonato Mundial WAKO 2007 (Coimbra) donde, en la división de semicontacto de -89 kg, ganó el oro después de derrotar a Dave Heffernan.  También compitió en la Copa del Mundo WAKO Austrian Classics 2008 (Kufstein), ganando el oro en la división de semicontacto de -84 kg sobre Krisztián Jároszkievicz.  Page participó en el WAKO Irish Open 2008 (Dublín), ganando plata en la división de semicontacto de -84 kg después de quedarse corto ante Raymond Daniels .  Luego, Page ganó el oro en la Copa del Mundo WAKO Austrian Classics 2009 (Walchsee), ubicándose primero en las divisiones de contacto ligero y semicontacto de -84 kg, derrotando a Bojan Miskovic y Zvonimir Gribl respectivamente.  Page volvió a participar en el WAKO Irish Open 2009 (Dublín) pero fue derrotado por Raymond Daniels, quedando segundo en la división de semicontacto de -84 kg. Page, designado como entrenador en jefe de la WKA , dirigió un equipo al Campeonato Mundial de la WKA 2009 (Huelva), derrotando a James Benjamin Stewart para reclamar el oro en la primera competencia de semi-contacto de la organización  y el bronce en la división de contacto ligero de -90 kg, al ser superada por Tarek Haydar.  Luego participó en el Campeonato Mundial WAKO 2009 (Lignano Sabbiadoro) y terminó segundo en la división de semicontacto de -84 kg, tras ser derrotado por Krisztián Jároszkievicz. El 4 de septiembre de 2010, compitió en los Juegos Mundiales de Combate 2010 (Beijing) en la división de semicontacto de -84 kg, donde ganó la plata, perdiendo el oro ante Krisztián Jároszkievicz. Page luchó contra Raymond Daniels en el WAKO Irish Open 2011 (Dublín), consiguiendo la plata en la división de semicontacto de -84 kg. 
Page fue explorado por el equipo de Taekwondo de Gran Bretaña para entrenar y clasificarse para los Juegos Olímpicos , pero lo rechazó para seguir una carrera profesional en deportes de combate.
Cuando no está compitiendo, Page entrena a otros en kickboxing, principalmente como instructor en las Hands Down Martial Arts Academies en Surrey . 

## Carrera como artista marcial mixto

### Inicios
Insatisfecho con la falta de exposición y la política involucrada en competir entre varias asociaciones de kickboxing, Page decidió pasarse a las artes marciales mixtas. Inicialmente consideró ir al American Top Team durante su transición a MMA ya que sus hermanos mayores viven en Miami, pero eligió comenzar su carrera con London Shootfighters en julio de 2011, entrenando con gente de la talla de John Hathaway, Cláudio da Silva, Karlos Vemola, Alex Reid, Marcin Held, Jim Wallhead, y Marc Diakiese. Page también entrenó con Alexander Gustafsson, James DeGale, Che Mills, Chris Eubank, Jr., Frank Muñoz, Dereck Chisora, Muhammed Lawal, Andrew Tate, Darren Stewart y Karl Amoussou.

### UCMMA

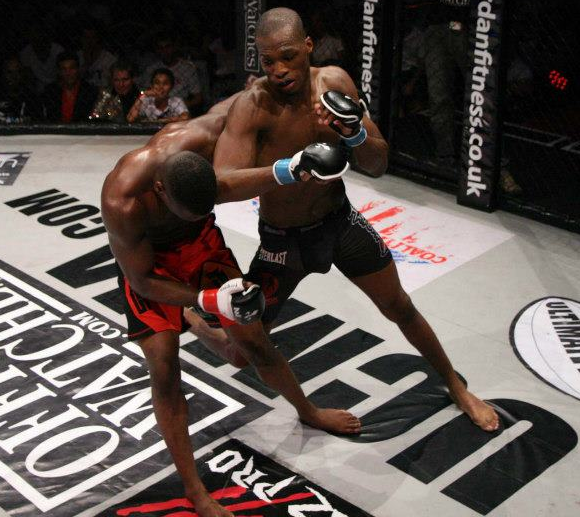
Page durante una pelea en UCMMA.

Page hizo su debut en MMA en el evento UCMMA 26 contra Ben Dishman el 4 de febrero de 2012 y ganó por nocaut técnico en la primera ronda. Su oponente original Sam Boo se retiró una semana antes de la pelea. La pelea se hizo viral y se hicieron notar comparaciones entre Page y Anderson Silva. Le pagaron £200 por la pelea.
El 7 de abril de 2012, Page se enfrentó a Miguel Bernard en UCMMA 27. Page ganó en la primera ronda después de forzar a Bernard a rendirse con un armbar.
Page hizo un breve regreso al kickboxing el 18 de agosto de 2012 en UCMMA 29, derrotando a Jefferson George por KO.

### Super Fight League
El 24 de junio de 2012, Super Fight League anunció que habían firmado a Michael Page por un año y medio, con un contrato de cuatro peleas.
Page hizo su debut el 2 de noviembre de 2012 en SFL 7 como evento principal contra Haitham El-Sayed, ganando por nocaut técnico en la primera ronda debido a intervenciones médicas.
Page regresó a la Super Fight League el 12 de abril de 2013 para enfrentarse a Ramdan Mohamed en SFL 15 como evento principal y ganó el combate por sumisión en la primera ronda.

### Bellator MMA
Después de ganar su pelea de UK-1 contra Jefferson George, Page anunció después de la pelea que firmó un contrato de cinco peleas con Bellator MMA, y que peleará por Bellator y Super Fight League bajo sus respectivos contratos.
Page hizo su debut el 21 de marzo de 2013 en Bellator 93. Se enfrentó a Ryan Sanders y ganó por nocaut a los 10 segundos de la primera ronda.
Page estaba programado para pelear contra Marcus Aurelio en Bellator 120 el 17 de mayo de 2014, pero Aurelio se retiró debido a una lesión. Ricky Rainey fue su reemplazo después de su victoria en Bellator 116, siendo informado de su oponente una semana después. Page ganó la pelea por nocaut técnico en la primera ronda.
El siguiente combate de Page fue contra Nah-Shon Burrell en Bellator 128 como evento coestelar el 10 de octubre de 2014. Ganó la pelea por decisión unánime (30-27, 30-27, 30-27). Su actuación provocó elogios de Anderson Silva.
Page se enfrentó a Rudy Bears en Bellator 140 el 17 de julio de 2015. Ganó la pelea por nocaut en la primera ronda.
Page peleó contra Charlie Ontiveros en Bellator 144 el 23 de octubre de 2015 con menos de tres semanas de antelación después de que cuatro oponentes, incluido su oponente inicial Marius Žaromskis y más tarde Cristiano Souza, se retiraran de la pelea por razones no reveladas. Page ganó la pelea por sumisión verbal tras unos codazos en la primera ronda que dislocaron la mandíbula de Ontiveros.
Page derrotó a Jeremie Holloway en Bellator 153 el 22 de abril de 2016, sometiéndolo en la primera ronda.
La pelea de Page con Fernando González se reprogramó para Bellator 158 el 16 de julio de 2016, pero los problemas de visado obligaron a González a retirarse. Page aceptó un contrato para pelear contra Paul Daley después de que Josh Koscheck se retirara pero Daley optó por pelear contra Douglas Lima en su lugar. Page enfrentó a Evangelista Santos y ganó al noquear a Santos con una rodilla voladora en la segunda ronda. La pelea se hizo viral en parte debido a la celebración posterior a la pelea inspirada en Pokémon Go. Lennox Lewis quedó impresionado por el rendimiento de Page.
Page peleó contra Fernando González el 19 de noviembre de 2016 en Bellator 165 siendo el evento coestelar. Ganó la pelea por decisión dividida (29-28, 27-30, 29-28).
Bellator intentó organizar un combate entre Page y Daley el 9 de marzo de 2018, pero las negociaciones se estancaron cuando Daley se negó a comprometerse con la fecha.
Page enfrentó a David Rickels el 25 de mayo de 2018 en Bellator 200 como el evento coestelar. Ganó la pelea por sumisión verbal debido a un golpe en la segunda ronda.
El 16 de febrero de 2019 en Bellator 216, Page enfrentó a Paul Daley en el evento estelar. Ganó el combate por decisión unánime.
Page se enfrentó a Douglas Lima en la semifinal del torneo de peso wélter de Bellator el 11 de mayo en Bellator 221. Con esta pelea sufrió su primera derrota profesional por nocaut en el segundo asalto.
Page anunció su agencia libre el 17 de julio de 2023 tras una década compitiendo en la promoción.

### Ultimate Fighting Championship
En diciembre de 2023, se anunció que Page firmó con UFC después de la agencia libre. Page hizo su debut contra Kevin Holland el 9 de marzo de 2024 en UFC 299. Ganó la pelea por decisión unánime.
Page enfrentó a Ian Garry el 29 de junio de 2024, en UFC 303. Perdió la pelea por decisión unánime.
Luego de la derrota, Page subió al peso medio de la UFC, se enfrento a Shara "Bullet" Magomedov, gano la pelea por decision unánime

## Carrera como boxeador profesional
El 12 de julio de 2017, se anunció que Page firmó un contrato de tres años y quince peleas con Hayemaker Ringstar, una empresa conjunta promocional de David Haye y Richard Schaefer. Page comenzó a entrenarse bajo la tutela de Ismael Salas en la sede de Hayemaker el 27 de julio de 2017, junto a Joe Joyce, Qais Ashfaq y Willy Hutchinson. Mientras todavía entrenaba en el London Shootfighters, pasaba cuatro días a la semana entrenando en Hayemaker HQ. Page comparó la transición de MMA a boxeo a un "velocista convirtiéndose en corredor de larga distancia".
Page hizo su debut en el boxeo el 20 de octubre de 2017 en Hayemaker Ringstar Fight Night contra Jonathan Castaño como evento coestelar. Ganó por nocaut técnico en la tercera ronda. Se suponía que debutaría en la cartelera de Haye vs. Bellew, pero todavía estaba negociando con Bellator en ese momento.
Se esperaba que peleara en la cartelera de Haye vs. Bellew II, pero Bellator le impidió competir debido a su próximo combate en Bellator 200.
Page peleó contra Michal Ciach el 15 de junio de 2018 en Hayemaker Ringstar Fight Night 3. Ganó por nocaut en la segunda ronda.

## Estilo de pelea
Page describe su disciplina como un "estilo indiscutible de kickboxing" creado a partir de una "mezcolanza" de estilos de taekwondo, kárate y kung fu que compiten bajo un conjunto de reglas de puntuación.  Como luchador basado en movimientos de bajo volumen, su plan de juego gira en torno a controlar la distancia y realizar fuertes contraataques con alta precisión.  Confía en su movimiento esquivo y su poder de nocaut para acabar con los oponentes y, a menudo, se involucra en histrionismo mientras lucha para mantener la concentración, poner nerviosos a sus oponentes e irritar a la multitud.   Page reconoció a Curtis Page Sr., Pauline Reece, Simon Lewis y Marvin Francis como los más influyentes en su carrera en deportes de combate.

## Campeonatos y logros
| - World Combat Games - Medallista de plata de Juegos Mundiales de Combate (2010) Contacto Semi - World Association of Kickboxing Organizations - Medallista de plata de Abierto de Irlandesa W.A.K.O. (2011) Contacto Semi - Medallista de plata de Campeonatos mundiales W.A.K.O. (2009) Contacto Semi - Medallista de plata de Abierto de Irlandesa W.A.K.O. (2009) Contacto Semi - Medallista de oro de Copa del Mundo de Clásicas de Austria W.A.K.O. (2009) Contacto Ligero - Medallista de oro de Copa del Mundo de Clásicas de Austria W.A.K.O. (2009) Contacto Semi - Medallista de plata de Abierto de Irlandesa W.A.K.O. (2008) Contacto Semi - Medallista de oro de Copa del Mundo de Clásicas de Austria W.A.K.O. (2008) Contacto Semi - Medallista de oro de Campeonatos mundiales W.A.K.O. (2007) Contacto Semi - World Kickboxing Association - Medallista de bronce de Campeonatos mundiales WKA (2009) Contacto Ligero - Medallista de oro de Campeonatos mundiales WKA (2009) Contacto Semi - International Sport Karate Association - Medallista de oro de Campeonato Mundial de Artes Marciales Abierto de los Estados Unidos ISKA (1998) Contacto Semi | - World MMA Awards - Nocaut del año (2016) vs. Evangelista Santos - MMAjunkie - Nocaut del mes de julio (2016) vs. Evangelista Santos - Nocaut del año (2016) vs. Evangelista Santos - Sherdog - Top 10 de Sherdog: las mejores huelgas individuales en la historia de MMA (no. 4) vs. Evangelista Santos - Top 10 de Sherdog: Bellator MMA Nocaut (no. 2) vs. Evangelista Santos - Nocaut del año (2016) vs. Evangelista Santos - theScore - Los nocauts más devastadores de MMA de 2016 (no. 1) vs. Evangelista Santos - Bleacher Report - Nocaut del año (2016) vs. Evangelista Santos |

## Récord profesional

### Artes marciales mixtas
| Récord profesional | Récord profesional | Récord profesional |
| 27 peleas          | 24 victorias       | 3 derrotas         |
| Nocaut             | 13                 | 1                  |
| Sumisión           | 3                  | 0                  |
| Decisión           | 8                  | 2                  |
| ------------------ | ------------------ | ------------------ |

| Resultado | Récord | Oponente           | Método                      | Evento                               | Fecha                    | Ronda | Tiempo | Localización            | Notas                                                 |
| --------- | ------ | ------------------ | --------------------------- | ------------------------------------ | ------------------------ | ----- | ------ | ----------------------- | ----------------------------------------------------- |
| Victoria  | 24–3   | Jared Cannonier    | Decisión (unánime)          | UFC 319                              | 16 de agosto de 2025     | 3     | 5:00   | Chicago, Illinois       |                                                       |
| Victoria  | 23–3   | Shara Magomedov    | Decisión (unánime)          | UFC Fight Night: Adesanya vs. Imavov | 1 de febrero de 2025     | 3     | 5:00   | Riad                    | Regreso a peso medio.                                 |
| Derrota   | 22–3   | Ian Garry          | Decisión (unánime)          | UFC 303                              | 29 de junio de 2024      | 3     | 5:00   | Las Vegas, Nevada       |                                                       |
| Victoria  | 22–2   | Kevin Holland      | Decisión (unánime)          | UFC 299                              | 9 de marzo de 2024       | 3     | 5:00   | Miami, Florida          |                                                       |
| Victoria  | 21–2   | Goiti Yamauchi     | TKO (patada en la pierna)   | Bellator 292                         | 10 de marzo de 2023      | 1     | 0:26   | San José, California    |                                                       |
| Derrota   | 20–2   | Logan Storley      | Decisión (dividida)         | Bellator 281                         | 13 de mayo de 2022       | 3     | 5:00   | Londres                 | Por el título interino del peso wélter de Bellator.   |
| Victoria  | 20–1   | Douglas Lima       | Decisión (dividida)         | Bellator 267                         | 1 de octubre de 2021     | 3     | 5:00   | Londres                 |                                                       |
| Victoria  | 19–1   | Derek Anderson     | TKO (parada médica)         | Bellator 258                         | 7 de mayo de 2021        | 1     | 5:00   | Uncasville, Connecticut | Pelea en peso pactado (175 lb).                       |
| Victoria  | 18–1   | Ross Houston       | Decisión (unánime)          | Bellator 248                         | 10 de octubre de 2020    | 3     | 5:00   | París                   | Pelea en peso pactado (175 lb).                       |
| Victoria  | 17–1   | Shinsho Anzai      | KO (golpe)                  | Bellator & Rizin: Japan              | 28 de diciembre de 2019  | 2     | 0:23   | Saitama                 | Pelea en peso pactado (173 lb).                       |
| Victoria  | 16–1   | Giovanni Melillo   | KO (golpe)                  | Bellator London 2                    | 23 de noviembre de 2019  | 1     | 1:47   | Londres                 |                                                       |
| Victoria  | 15–1   | Richard Kiely      | KO (rodillazo volador)      | Bellator Dublin                      | 27 de septiembre de 2019 | 1     | 2:47   | Dublín                  |                                                       |
| Derrota   | 14–1   | Douglas Lima       | KO (golpe)                  | Bellator 221                         | 11 de mayo de 2019       | 2     | 0:35   | Rosemont, Illinois      | Semifinal del Gran Premio de peso wélter de Bellator. |
| Victoria  | 14–0   | Paul Daley         | Decisión (unánime)          | Bellator 216                         | 16 de febrero de 2019    | 5     | 5:00   | Uncasville, Connecticut | Cuartos del Gran Premio de peso wélter de Bellator.   |
| Victoria  | 13–0   | David Rickels      | TKO (sumisión verbal)       | Bellator 200                         | 25 de mayo de 2018       | 2     | 0:43   | Londres                 |                                                       |
| Victoria  | 12–0   | Fernando González  | Decisión (dividida)         | Bellator 165                         | 19 de noviembre de 2016  | 3     | 5:00   | San José, California    |                                                       |
| Victoria  | 11–0   | Evangelista Santos | KO (rodillazo volador)      | Bellator 158                         | 16 de julio de 2016      | 2     | 4:31   | Londres                 | Nocaut del año (2016).                                |
| Victoria  | 10–0   | Jeremie Holloway   | Sumisión (toe hold)         | Bellator 153                         | 22 de abril de 2016      | 1     | 2:15   | Uncasville, Connecticut |                                                       |
| Victoria  | 9–0    | Charlie Ontiveros  | TKO (codazos)               | Bellator 144                         | 23 de octubre de 2015    | 1     | 3:20   | Uncasville, Connecticut |                                                       |
| Victoria  | 8–0    | Rudy Bears         | KO (golpe)                  | Bellator 140                         | 17 de julio de 2015      | 1     | 1:05   | Uncasville, Connecticut |                                                       |
| Victoria  | 7–0    | Nah-Shon Burrell   | Decisión (unánime)          | Bellator 128                         | 10 de octubre de 2014    | 3     | 5:00   | Thackerville, Oklahoma  |                                                       |
| Victoria  | 6–0    | Ricky Rainey       | TKO (golpes)                | Bellator 120                         | 17 de mayo de 2014       | 1     | 4:29   | Southaven, Misisipi     | Regreso a peso wélter.                                |
| Victoria  | 5–0    | Ramdan Mohamed     | Sumisión (rear-naked choke) | Super Fight League 15                | 12 de abril de 2013      | 1     | 3:48   | Mumbai                  | Debut en peso medio.                                  |
| Victoria  | 4–0    | Ryan Sanders       | KO (golpe)                  | Bellator 93                          | 21 de marzo de 2013      | 1     | 0:10   | Lewiston, Maine         |                                                       |
| Victoria  | 3–0    | Haitham El-Sayed   | TKO (parada médica)         | Super Fight League 7                 | 2 de noviembre de 2012   | 1     | 2:15   | Mumbai                  |                                                       |
| Victoria  | 2–0    | Miguel Bernard     | Sumisión (armbar)           | UCMMA 27                             | 7 de abril de 2012       | 1     | 1:43   | Londres                 | Pelea en peso pactado (176 lb).                       |
| Victoria  | 1–0    | Ben Dishman        | TKO (patada giratoria)      | UCMMA 26: The Real Deal              | 4 de febrero de 2012     | 1     | 1:05   | Londres                 | Debut en peso wélter.                                 |

### Boxeo
| Record Profesional | Record Profesional | Record Profesional |
| 2 peleas           | 2 Victorias        | 0 Derrotas         |
| Nocaut             | 2                  | 0                  |
| Decisión           | 0                  | 0                  |
| ------------------ | ------------------ | ------------------ |

| Resultado | Récord | Rival            | Método | Asalto - Tiempo | Fecha                 | Localización              | Título             |
| Victoria  | 2-0    | Michal Ciach     | K.O.   | 2 (4) - 0:18    | 15 de junio de 2018   | York Hall, Londres        |                    |
| Victoria  | 1-0    | Jonathan Castaño | T.K.O. | 3 (4) - 2:15    | 20 de octubre de 2017 | indigo at The O2, Londres | Debut profesional. |

### Récord en Boxeo a puño limpio
| Resultado | Récord | Oponente   | Método                 | Evento          | Fecha                | Ronda | Tiempo | Localización | Notas                                                    |
| --------- | ------ | ---------- | ---------------------- | --------------- | -------------------- | ----- | ------ | ------------ | -------------------------------------------------------- |
| Derrota   | 0-1    | Mike Perry | Decision (Mayoritaria) | BKFC 27: London | 20 de agosto de 2022 | 6     | 2:00   | Londres      | Las primeras cinco rondas terminaron en empate dividido. |